# Tekanpur
Tekanpur (nep. टेकनपुर) – gaun wikas samiti w środkowej części Nepalu  w strefie Bagmati w dystrykcie Sindhupalchowk. Według nepalskiego spisu powszechnego z 2001 roku liczył on 412 gospodarstw domowych i 1837 mieszkańców (979 kobiet i 858 mężczyzn).